# 项雪龙
项雪龙（1963年12月—），男，汉族，江苏江阴人，中华人民共和国政治人物。

## 经历
项雪龙仕途从故乡江阴县云亭乡团委书记起步，40岁以前长期在故乡江阴市多个乡镇任职，2001年起任江阴市副市长、中共江阴市委副书记，在江阴市委副书记任内，项雪龙曾经于2002年援疆任中共霍城县县委书记。2005年7月至9月曾短暂地出任中共无锡高新技术产业开发区党工委副书记、管委会副主任。
2005年9月起，离开无锡市，任中共南京市溧水县委书记。2011年起升任中共南京市委常委，其后先后出任统战部长、市委秘书长和市级机关工委书记。
2015年12月，调任连云港市委副书记、市长。2018年2月26日升任中共连云港市委书记。2018年2月24日，当选为第十三届全国人大代表。
2021年7月，回到无锡，不再担任中共连云港市委书记，翌年3月，当选为无锡市政协主席。